# Cariyapitaka
El Cariyāpiṭaka (donde cariya en Pali se traduce como "conducta" o "conducta adecuada" y pitaka se traduce generalmente como "cesta"; normalmente abreviado como Cp) es una escritura budista, parte del Canon Pali del Budismo theravada. Está incluida en el Khuddaka Nikaya del Sutta Pitaka, usualmente como el último de los quince libros. Es una obra breve y en verso que incluye treinta y cinco relatos de las vidas anteriores del Buda (similares a los relatos de Jataka) cuando, como bodhisattva, exhibió comportamientos conocidos como "perfecciones", requisitos previos para la budeidad. Este texto canónico, junto con el Apadana y el Buddhavamsa, se cree que es una adición tardía al Canon Pali y ha sido descrito como "hagiográfico."

## Resumen
En la primera historia (Cp. I), el Buda dice que ilustrará su práctica de las perfecciones (Pali, pāramitā o pārami) con historias de sus vidas pasadas en esta era actual. El texto contiene 35 historias de este tipo, abarcando de 356 a 371 versos.
El cuerpo del Cariyapitaka está dividido en tres secciones (vagga), con títulos correlacionados con las tres primeras de las diez pāramitā del Theravada:
- División I (dāna pāramitā):[10] 10 historias para la perfección de la ofrenda (dāna)
- División II (sīla pāramitā):[11] 10 historias para la perfección de la conducta (sīla)
- División III (nekkhamma pāramitā):[12] 15 historias distribuidas entre cinco otras perfecciones, como sigue:
  - renunciación (nekkhamma pāramitā):[12] cinco historias.
  - determinación resuelta[13] (adhiṭṭhāna pāramitā):[14] una historia.
  - verdad (sacca pāramitā):[15] seis historias.
  - amor benevolente (mettā pāramitā):[16] dos historias.
  - ecuanimidad (upekkhā pāramitā):[17] una historia.

Las tres perfecciones restantes de la tradición theravada —sabiduría (paññā), energía (viriya), paciencia (khanti) — se mencionan en una estrofa de cierre pero en el Cariyapitaka, no se mencionan historias directamente relacionadas con estas 3 perfecciones. Horner sugiere que estas últimas tres perfecciones están "implícitas en la colección," referenciadas tanto en los títulos de las historias como en sus contextos.

## Traducciones
- "The collection of the ways of conduct", in Minor Anthologies of the Pali Canon,  "La colección de los modos de conducta", en Antologías Menores del Canon Pali, volume III, 1st edition, tr B. C. Law, 1938
- "Basket of conduct", in Minor Anthologies "Cesta de conducta", en Antologías Menores III (along with "Chronicle of Buddhas (Buddhavamsa)"), 2nd edition, tr I. B. Horner, 1975, Pali Text Society, Bristol
- Tr Bhikkhu Mahinda (Anagarika Mahendra), Cariyāpiṭaka: Book of Basket of Conduct, Bilingual Pali-English First Edition 2022, Cariyāpiṭaka: Libro de la Cesta de Conducta, Primera Edición Bilingüe Pali-Inglés 2022, Dhamma Publishers, Roslindale MA; ISBN 9780999078198 .